# La Fortuna, Guanajuato
La Fortuna är en ort i Mexiko.   Den ligger i kommunen Doctor Mora och delstaten Guanajuato, i den centrala delen av landet, 230 km nordväst om huvudstaden Mexico City. La Fortuna ligger 2 094 meter över havet och antalet invånare är 240.
Terrängen runt La Fortuna är platt åt sydväst, men åt nordost är den kuperad. Runt La Fortuna är det ganska glesbefolkat, med 36 invånare per kvadratkilometer. Närmaste större samhälle är San José Iturbide, 15,6 km söder om La Fortuna. Trakten runt La Fortuna består i huvudsak av gräsmarker.